# OS/2
 (mai 2015).
Si vous disposez d'ouvrages ou d'articles de référence ou si vous connaissez des sites web de qualité traitant du thème abordé ici, merci de compléter l'article en donnant les références utiles à sa vérifiabilité et en les liant à la section « Notes et références ».
OS/2 est un système d'exploitation créé par Microsoft et IBM, qui a ensuite été développé par IBM seul. Le nom OS/2 signifie Operating System/2 (operating system signifie système d'exploitation en anglais). Ce nom fut choisi en référence à la gamme de PC de seconde génération d'IBM nommée IBM Personal System/2, sur lesquels OS/2 était installé, en remplacement de PC-DOS et surtout afin de dépasser ses limites. La première version (sans interface graphique, 16 bits, multitâche, etc.) est sortie en décembre 1987. Actuellement, IBM ne commercialise plus OS/2 et l'entreprise a arrêté sa prise en charge depuis le 12 décembre 2006.

## Historique

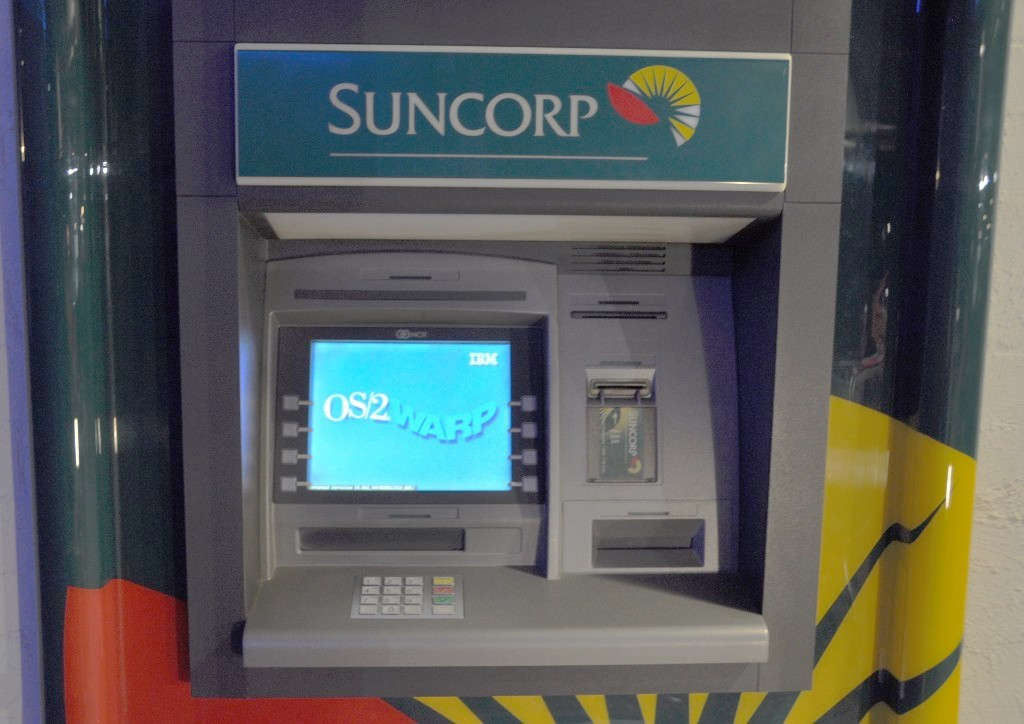
DAB étant sous OS/2 Warp

### 1987: OS/2 1.0
La toute première version d'OS/2, fruit d'une collaboration entre IBM et Microsoft est la 1.0. Elle sortit le 2 avril 1987, avec pour projet de la rendre disponible pour le premier trimestre 1988, (ce qui fut à l'époque une totale rupture dans les habitudes d'IBM de l'époque, qui préférait annoncer un produit une fois prêt à la mise sur le marché) et fut finalement disponible en décembre 1987.
Cette sortie fut importante pour IBM, intervenant parallèlement à la sortie d'IBM PS/2, voulant faire d'une pierre deux coups et lier les deux produits. Cependant, OS/2 avait été développé antérieurement pour IBM AT et non PS/2, et OS/2 était d'ores et déjà compatible avec des machines compatibles PC.
IBM et Microsoft eurent pour OS/2 une division de l'affaire très stricte notamment en matière de marketing (très similaire à leur arrangement dans la vente de DOS). En effet, IBM offrait OS/2 directement à ses clients et fournissait uniquement un support pour les systèmes IBM alors que leur système était tout à fait compatible avec du matériel non-IBM tant qu'il était compatible IBM AT. Microsoft faisait de même en fournissant OS/2 pour les systèmes non-IBM et n'offrant de support qu'à ces systèmes (travaillant notamment avec les fabricants comme Compaq, et non les utilisateurs finaux). Ainsi, le prix d'OS/2 1.0 Standard Edition était de 325 $ (plus élevé que le DOS 3.30) alors que les versions OEM de Microsoft OS/2 (qui suivirent avec un léger retard en 1988) étaient beaucoup moins chères dues à leur intégration dans le matériel acheté.
OS/2, bien que différent sur bien des points par rapport à DOS, n'avait pas pour essence une rupture violente avec le fameux système en mode réel mais une transition progressive vers un nouveau système (ce qui se remarque dans la manière de le développer, dénommé parfois « DOS 5 » avant qu'un nom officiel ne soit choisi). La preuve en est que cette première version d'OS/2 utilise le même système de fichier que DOS (FAT), que la communication entre deux systèmes DOS et OS/2 est possible, que le double amorçage entre ces deux mêmes systèmes sur un même ordinateur est également possible (et avec une installation des deux systèmes sur la même partition !), que l'on pouvait exécuter des applications programmées pour DOS sous OS/2 de façon totalement native et qu'il existait même des applications bimodes capables de s'exécuter indifféremment sous DOS ou sous OS/2.
La vraie différence d'OS/2 par rapport à DOS était la structure, claire et établie, d'APIs clairement définies que les programmes devaient utiliser (ce qui n'existait pas sous DOS). En effet, c'était une nouvelle philosophie : celle du mode protégé
Jerry Pournelle, de Byte, décrit comme une erreur de marketing qu'IBM mette son OS à 4 fois le prix du DOS alors qu'aucun bénéfice immédiat ne peut rentabiliser cet investissement pour l'utilisateur. Par malheur pour le produit, la période 1987-1988 correspond aussi à une envolée des prix de la mémoire vive qui jusqu'à présent avaient toujours baissé (et ne rebaisseront que quelques dizaines de mois après).

### 1988: OS/2 1.1
OS/2 1.1 sort à Halloween 1988. Cette nouvelle version dispose de l'interface graphique prévue, Presentation Manager (qui sera plus tard renommé Workplace Shell). Elle supporte également les disques de plus de 32 Mo.

### 1989: OS/2 1.2
Avec OS/2 1.2 sorti au COMDEX 1989 apparaissent le langage de script REXX et le nouveau système de fichiers HPFS. HPFS (High Performance File System) offre un stockage plus efficace des fichiers. HPFS est un peu le demi-frère de NTFS : ils portent le même "partition id" 0x07 dans la table de partitions. En outre, HPFS autorise des noms de fichiers de plus de 8+3 caractères.
Le système possède cependant de graves incommodités. Par exemple, installer une imprimante ne demande pas moins de huit actions de l'utilisateur. Excusables dans un monde de mainframes où une imprimante s'installe souvent pour toute la vie de l'ordinateur, ces opérations deviennent dissuasives dans un contexte personnel. Par comparaison, Windows réalise la même chose en deux opérations. Microsoft ne fera pas bénéficier OS/2 de cet avantage.

### 1991: OS/2 1.3, départ de Microsoft
En 1991, IBM sort OS/2 1.3, qui apporte une légère amélioration : Adobe Type Manager. Mais la nouvelle la plus importante est que Microsoft abandonne le projet OS/2. Cependant, Microsoft continue individuellement le développement de ce qui s'appelle alors OS/2 3.0 et qui deviendra Windows NT. De son côté, IBM continue de développer OS/2 2.0 mais n'annonce aucune date de sortie. La situation est telle qu'un article du Wall Street Journal proclame la mort d'OS/2.

### 1992: OS/2 2.0
Annoncé comme « a better Windows than Windows » et « a better DOS than DOS » par IBM, OS/2 2.0 en 32 bits sort enfin. Il supporte les applications OS/2 32 et 16 bits, Windows 3.0, et DOS. Il permet de faire tourner plusieurs sessions DOS simultanément sans que le crash d'une des sessions n'influence les autres.  L'architecture est donc différente de Windows 3.1 qui possédait trois modes distincts : 8086, 80286 et 80386, le mode approprié étant soit choisi au démarrage par test du matériel (ou de la machine virtuelle, par exemple dans une émulation), soit forcé par l'utilisateur à une version inférieure (par exemple pour compatibilité) au moyen d'une option.
OS/2 2.0 utilise également une nouvelle interface graphique : le Workplace Shell (en). À cette époque, la grande majorité des magazines spécialisés considère qu'OS/2 est bien plus stable que Windows et plusieurs grandes entreprises l'utilisent pour leurs données stratégiques. Mais en nombre et qualité des logiciels applicatifs, Windows avait maintenant une avance considérable sur OS/2. Cette avance a été déterminante dans le choix des petits utilisateurs.
OS/2 est également très orienté objet (en conséquence, par exemple, le déplacement de quoi que ce soit sous OS/2, fichier ou application, entraîne la mise à jour automatique de tous les raccourcis s'y rapportant, évitant les problèmes de « liens morts » de Windows dans le même cas).

### 1993: OS/2 2.1
En mai 1993 sort OS/2 2.1. Plus rapide qu'OS/2 2.0, il supporte également le format de police de caractères TrueType, comme Windows 3.1.

### 1994: OS/2 Warp 3.0
En octobre 1994 sort OS/2 Warp 3.0. Il inclut TCP/IP en standard, ainsi qu'un jeu complet d'applications appelé IBM Works (en).
Une version mise à jour d'OS/2 Warp 3 appelée « OS/2 Warp Connect » a été publiée en 1995, se concentrant sur les améliorations de la capacité réseau, le rendant prêt à se connecter à Internet.

### 1996: OS/2 Warp 4.0
Vient ensuite la version 4 et jusqu'à la version 4.52 avant son arrêt définitif en décembre 2006.

## Quelques raisons de l'échec d'OS/2

### Grave erreur de marketing d'IBM
Le public aurait encore pu passer sur ces défauts et essayer OS/2 comme successeur normal du DOS (son nom interne avait d'ailleurs été quelque temps DOS 5, sans rapport avec le DOS 5 qui suivit), mais IBM commit une énorme erreur de marketing en le vendant 4 fois le prix du DOS. Le saut était trop grand pour être accepté par une clientèle de particuliers et de petites entreprises, et IBM se marginalisa encore un peu plus tandis que Windows (facturé séparément du DOS) annonçait un coût qui était moins de la moitié de celui de son concurrent.
Le matériel nécessaire pour faire tourner OS/2 2.0 était également peu courant et très cher à l'époque (architecture 32 bits).
Cette erreur fut stigmatisée, avec bien d'autres, par Jerry Pournelle, rédacteur technique à la revue BYTE, et le sera plus durement encore par Merril Chapman. Le service marketing d'OS/2 ne sut, ne voulut ou ne put (car les impératifs de marges de la direction générale étaient sévères, et la part revenant à Microsoft importante) suivre son conseil.
Quant à Bill Gates, il déclara à la presse : « Oh, nous ne cherchons pas à tuer OS/2, au contraire ! Nous touchons davantage d'argent pour chaque OS/2 installé que pour chaque Windows installé, vous savez ! »[citation nécessaire]

### Ingénieuxcoupsde Microsoft
Après 1990, Microsoft s'ingénia à promouvoir son produit Windows au détriment d'OS/2.
L'interface OS/2 fut discréditée  comme « trop compliquée » par rapport à celle de Windows 3.1. En fait, cette interface ressemblait beaucoup à celle de Windows 95 – et pour cause puisque, là aussi, c'était Microsoft qui avait conçu en grande partie cette interface, mais Microsoft gardait cette nouvelle interface sous le coude et en août 1994 diffusa Chicago à ses beta-testeurs (nom de code de Windows 95) dans les semaines mêmes qui suivirent la disponibilité d'une couche d'émulation parfaite de Windows 3.1 dans OS/2 2.0. Là encore, l'émulation OS/2 faisait certes de lui, conformément à la promesse d'IBM, « un meilleur Windows que Windows » (notamment par l'usage du multitâche)… mais ce n'était plus la bonne version de Windows. IBM était une fois de plus marginalisé, et l'interface Windows 95 encensée là où celle d'OS/2 avait été décriée.
Microsoft a encouragé ses utilisateurs à acquérir des nouveaux claviers comportant 3 touches supplémentaires (105 au lieu de 102 dans les pays francophones, 104 au lieu de 101 aux États-Unis) pour disposer des nouvelles fonctionnalités de Windows 95.  De ce fait, les trois touches supplémentaires n'avaient pas d'usage sous OS/2 et le faisaient apparaître comme un OS déjà dépassé.
De surcroît, deux de ces touches avaient le logo Windows, à l'image des touches « pomme » d'Apple. Bill Gates marquait ainsi son territoire en rappelant de façon persistante que le PC était une machine à faire tourner Windows avant toute autre chose.

### Par ailleurs
- Divers analystes considèrent en fait qu'IBM a confondu le besoin avec la demande.
- Un quadruplement du prix de la mémoire dans les mois qui précédèrent le lancement « n'aida certes pas » le décollage du produit[10], qui demandait plus de mémoire installée que le DOS.

## OS/2 aujourd'hui
L'intérêt essentiel d'OS/2 en 2014 était réduit aux besoins de sécurité et réseau. C'était un système « à part », qui n'était pas la cible des piratages de masse. Ses failles étaient méconnues, et n'étaient pas étudiées par les pirates. Cela le faisait apprécier pour des applications critiques ne demandant pas l'usage de périphériques récents, en particulier dans le domaine de la sécurité réseau (pratiquement à parité avec Novell).

### Une citation officieuse
« La bataille du poste de travail est loin d'être finie. Lorsque la direction générale aura compris la puissance de Linux, elle va se mettre à l'appeler OS/3 » était une boutade fréquente dans les milieux UNIX d'IBM vers 1995. Nul n'imaginait alors tout de même que Linux deviendrait moins de cinq ans plus tard le fer de lance du marketing d'IBM, qu'il gérerait en 2004 la plus puissante machine de cette époque, et qu'en 2008 il équiperait un portable grand public vendu à un million d'exemplaires, l'Eee PC.

### La mort d'OS/2 (2005)
IBM a annoncé l'arrêt définitif d'OS/2, prévu pour le 23 décembre 2005. Le support a été stoppé en décembre 2006. Une ouverture (et publication) du code, demandée par plusieurs utilisateurs et notamment les fidèles d'os2world.com n'a pu porter ses fruits, notamment à cause des origines d'OS/2 : une importante partie du code avait en effet été développée par Microsoft et il aurait été extrêmement coûteux de chercher à la repérer et à l'extraire.
Pourtant, le 2 avril 2012, Harry McCracken crée la surprise dans TIME en annonçant que le « légendaire système d'exploitation » faisait de la résistance 25 ans après sa première annonce, en particulier dans les banques où sa robustesse était appréciée (« It’ll run for a decade without requiring rebooting. »).